# Campsicnemus scurra
Campsicnemus scurra är en tvåvingeart som beskrevs av Octave Parent 1934. Campsicnemus scurra ingår i släktet Campsicnemus och familjen styltflugor. Inga underarter finns listade i Catalogue of Life.